# 渡邉悠樹
渡邉 悠樹（わたなべ はるき、1986年8月 - ）は、日本の理論物理学者。物性物理学・量子多体物性が専門分野。東京大学大学院工学系研究科物理工学専攻の准教授。

## 略歴
- 1986年 - 長野県に生まれる
- 2005年 - 東京都立西高等学校卒業
- 2010年 - 東京大学理学部物理学科卒業
- 2015年 - カリフォルニア州立大学バークレー校 Ph.D.取得
  - 指導教官はAshvin Vishwanath
- 2015年 - マサチューセッツ工科大学 Pappalardo fellow
- 2016年 - 東京大学大学院工学系研究科物理工学専攻講師
- 2019年 - 東京大学大学院工学系研究科物理工学専攻准教授

## 研究・人物
物性物理学、量子多体系の理論に関する幅広い業績がある。特に、非相対論的な状況における南部・ゴールドストーンの定理に関する研究で第31回西宮湯川記念賞を受賞。空間群を用いたバンド構造のトポロジーの研究で第12回凝縮系科学賞を受賞。量子系の基底状態・熱平衡状態における時間結晶の非存在の証明で物理学ニューホライズン賞を受賞している。

## 受賞
- 2013年 - 第8回 中村誠太郎賞
- 2016年 - 日本物理学会 第10回若手奨励賞 (領域8：強相関電子系)
- 2016年 - 第31回 西宮湯川記念賞
- 2017年 - 第12回 凝縮系科学賞
- 2022年 - 物理学ニューホライズン賞
- 2024年 - 令和6年度 科学技術分野の文部科学大臣表彰 若手科学者賞

## 著書
- 渡邉悠樹『量子多体系の対称性とトポロジー: 統一的な理解を目指して (SGCライブラリ 179)』サイエンス社、2022年
- 渡邉悠樹『解析力学 基礎の基礎から発展的なトピックまで』共立出版、2024年